# Saint-Aubin-Rivière
Saint-Aubin-Rivière – miejscowość i gmina we Francji, w regionie Hauts-de-France, w departamencie Somma.
Według danych na rok 2011 gminę zamieszkiwało 111 osób, a gęstość zaludnienia wynosiła 36 osób/km² (wśród 2293 gmin Pikardii Saint-Aubin-Rivière plasuje się na 874. miejscu pod względem liczby ludności, natomiast pod względem powierzchni na miejscu 1049.).